# توميسلاف كرنكوفيتش
توميسلاف كرنكوفيتش ، من مواليد 17 يونيو 1929 ، لاعب كرة قدم يوغسلافي سابق.
لعب مع منتخب يوغسلافيا لكرة القدم.

## روابط خارجية
- توميسلاف كرنكوفيتش على موقع الاتحاد الدولي (مؤرشف)  (الإنجليزية)
- توميسلاف كرنكوفيتش على موقع قاعدة بيانات كرة القدم.إي يو (الإنجليزية)
- توميسلاف كرنكوفيتش على موقع ناشيونال فوتبول تيمز (الإنجليزية)
- توميسلاف كرنكوفيتش على موقع Soccerway.com (الإنجليزية)
- توميسلاف كرنكوفيتش على موقع عالم كرة القدم.نت (الإنجليزية)
- توميسلاف كرنكوفيتش على موقع أوليمبيديا (الإنجليزية)